# Moglica
Moglicë en albanais et Moglica en serbe latin (en serbe cyrillique : Моглица) est une localité du Kosovo située dans la commune/municipalité de Gjakovë/Đakovica, district de Gjakovë/Đakovica (Kosovo) ou de Pejë/Peć (Serbie). Selon le recensement kosovar de 2011, elle compte 345 habitants, tous albanais.

## Histoire
Sur le territoire du village se trouve un tumulus qui remonte à la Préhistoire, proposé pour une inscription sur la liste des monuments culturels du Kosovo.

## Démographie

### Évolution historique de la population dans la localité
| 1948 | 1953 | 1961 | 1971 | 1981 | 1991 | 2011 |
| ---- | ---- | ---- | ---- | ---- | ---- | ---- |
| 337  | 202  | 257  | 337  | 462  | 502  | 345  |

|  |